# Ivan Ivanišević
Ivan Ivanišević (nacido el 23 de noviembre de 1977 en Yugoslavia, actual Serbia) es un ajedrecista serbio, Gran Maestro Internacional y campeón de Serbia en 2008.
En la lista de octubre de 2008 de la FIDE, tiene una puntuación de 2658.